# 발로르 비루그데르크
발로르(아일랜드어: Balor)는 아일랜드 신화에 등장하는 초자연적 존재 포모르의 왕이다. 파괴의 힘이 있는 눈을 가진 거인의 모습으로 그려진다. 가뭄이나 병충해를 의인화한 신으로 여겨지기도 한다.

## 이름
"발로르"(Balor)라는 이름은 켈트어의 *Baleros에서 유래된 것으로 생각되며, 이것은 곧 "생명을 앗아가는 자"라는 뜻이다. 또한 이 말은 고대 아일랜드어에서 "죽다"라는 뜻의 at-baill, 웨일스어의 "역병"을 뜻하는 ball과 어원이 같다.
발로르의 이명으로는 발로르 베임네크(아일랜드어: Balor Béimnech→징벌자 발로르), 발로르 발크베임네크(아일랜드어: Balor Balcbéimnech→강력한 징벌자 발로르), 발로르 비루그데르크(아일랜드어: Balor Birugderc→꿰뚫어 보는 눈의 발로르, 영어: Balor the Evil Eye)가 있다.

## 신화에서 등장
발로르는 부어라네크의 아들이며 케흘렌의 남편이다. 발로르는 이마 한가운데 눈이 하나 박혀 있는 거인으로 묘사된다. 이 눈을 뜨면 파괴를 가하는 능력을 발할 수 있다. 모이 투라 전투에서는 이 눈을 어떠한 군대도 견뎌낼 수 없는 "파괴안", "독안"이라고 하며, 눈을 뜨기 위해서는 장정 네 명이 눈꺼풀을 끌어올려야 했다. 후대의 민담에서는 이 눈을 다음과 같이 묘사한다. “그 눈은 항상 일곱 겹의 덮개로 가려져 식히고 있었다. 그는 덮개를 한 번에 하나씩 벗겨냈다. 첫 번째 덮개를 벗기자, 고사리들이 시들기 시작했다. 두 번째 덮개를 벗기자, 풀밭이 붉게 말라붙기 시작했다. 세 번째 덮개를 벗기자, 숲과 나무들이 달아오르기 시작했다. 네 번째 덮개를 벗기자, 숲과 나무에서 연기가 나기 시작했다. 다섯 번째 덮개를 벗기자, 모든 것이 벌겋게 달아올랐다. 여섯 번째 덮개를 벗기자, ...... 일곱 번째 덮개를 벗기자, 모든 대지가 불길에 휩싸였다.”.
발로르는 자기 손자에게 살해당할 것이라는 예언을 듣는다. 그 운명을 피하기 위해 그는 외동딸 에흐너를 토리섬의 탑에다 가둔다. 어느날 발로르는 투어허 데 다넌의 대장장이 신 고브누의 소유인 마법의 암소 글라스 고브난을 훔쳐온다. 그는 글라스 고브난을 토리섬의 요새로 가지고 간다. 그 소를 지키고 있던 키안은 소를 되찾기 위해 토리섬을 관다. 여성 드루이드 비로그와 바다의 신 마난난의 도움으로 키안은 탑 안에 들어가고 에흐너를 만난다. 둘은 성교하여 세 명의 아들을 낳는다. 발로르는 아이들을 바다에 빠뜨려 죽이려 했으나, 한 아이가 살아남아 마난난에게 입양되었으니, 그 아이가 루 라브다이다.
훗날 루는 투어허 데 다넌의 왕이 된다. 그는 제2차 모이 투라 전투에서 데 다난을 이끌고 발로르가 이끄는 포모르와 항쟁한다. 오그마가 발로르를 무장해제시켰으나 발로르는 눈의 힘을 이용해 누아다를 죽인다. 루는 무릿매 또는 고브누가 만든 투창을 발로르의 눈에다 꽂아넣어 발로르를 죽인다. 발로르의 눈알은 포모르 진영 쪽으로 튀어나가 포모르군을 파괴한다. 그리고 루는 발로르의 목을 자른다.
한 전설에서는 발로르가 루에게 죽었을 때, 발로르의 눈이 땅에 떨어져서 파괴의 힘으로 땅에 구멍을 냈다고 한다. 그 구멍에 물이 찬 것이 현재 슬라이고 주에 소재한 수일 호(Loch na Súil→눈의 호수)라고 한다.

## 신화 해석
앨런 워드(Alan Ward)는 저서 《신들의 신화: 아일랜드 신화의 구조》(The Myths of the Gods: Structures in Irish Mythology)에서 발로르를 가뭄과 병충해의 신으로 해석했다. 그는 발로르 이야기를 다음과 같이 해석한다. 가뭄의 신(발로르)이 비옥한 풍요의 암소(글라스 고브난)를 잡아가서 자기 감옥에 가둔다. 태양신(키안)이 바다=물의 신(마난난)의 도움을 받아(물은 가뭄의 천적이다) 소를 되찾아 오고, 태양신과 물의 여신(에흐너)의 사이에 미래에 가뭄의 신을 퇴치하게 될 폭풍의 신(루)이 태어난다. 루는 태어나자마자 친부모 대신 마난난이 채어가는데, 바다는 가뭄이 영향을 미칠 수 없는 곳이기 때문이다. 폭풍의 신과 가뭄의 신은 마침내 전쟁터에서 마주한다. 대장장이 신(고브누)이 폭풍의 신에게 벼락을 만들어 주고, 폭풍의 신은 벼락을 내려 가뭄을 퇴치한다.
민속학자 Alexander Hagerty Krappe(1894–1947)는 저서 《사안의 발로르: 켈트 및 프랑스 문학 연구》(Balor With the Evil Eye: Studies in Celtic and French Literature, 1927년)에서 발로르 이야기를 다음과 같이 논했다. Krappe는 발로르가 태고적부터 전해져 내려온, 아마 농경의 역사만큼 오래된 메타포에서 비롯된 것이라고 한다. 늙은 남자(묵은 해)가 여자(대지)를 가두는데, 여자는 다른 남자에 의해 임신하고 아이(새해)를 낳는다. 그리고 아이는 자라서 늙은 남자를 살해한다. 이 구조의 이야기는 메소포타미아의 길가메시, 이집트의 오시리스, 노르드의 발드르, 그리스의 다나에에서도 공통적으로 발견된다. 또한 Krappe에 따르면 발로르는 로마의 야누스, 그리스의 크로노스, 세르비아의 괴물 "Vy", 웨일스의 이스바다덴, 그리고 그 외의 마안을 가진 머리 두 개 달린 신들과 유관하다. 또한 Krappe는 발로르와 동일한 구조의 이야기를 공유하는 신화에서 등장하는 여성 역할을 맡는 이가 공통적으로 암소의 여신(하토르, 이오, 헤라)이기도 하다는 점을 지적한다.

## 같이 보기
- 크롬 크루어히